# Carles Molin
Carles Mouly (o Molin en grafia occitana) nasqué a Grandvabre (Avairon) el 19 de març de 1919 i va morir a Vigolen e Ausil (Alta Garona) l'1 de març de 2009. Visqué a Tolosa, i fou un autor conegut a la regió de Migdia-Pirineus gràcies al caràcter humorístic del personatge de la Catinou (o Catinon en grafia occitana) i del Jacouti (Jacotin) del vilatge imaginari de "Minjocebos" (Minjacebas, "menja cebes"). La Catinou fou encarnada al teatre pel còmic Dominique el 1944. Va crear l'esbós del personatge de la Catinon en la crònica de la llengua occitana Jacouti e Catinou al diari La Depeche de Tolosa.
Els seus textos en occità tenen una dimensió col·lectiva i són testimonis de la memòria occitana.

## Obres
- Le dictionnaire de la Catinou, Tolosa, Loubatières, 1997
- Catinou et Jacouti et le petit monde de Minjecèbes, Tolosa, Loubatières, 1998
- La cuisine de Catinou, Tolosa, Loubatières, 2000
- Escafalados de Minjecébos, Tolosa, Loubatières, 2002
- Risouletos de Minjecébos, Tolosa, Loubatières, 2002
- Adissiats pla brave mounde, dessenhs, Éditions du Raffût, 2007
- Mon sabot de verre, Éditions du Raffût, 2008